# 六十進制
六十進制是以60為底数的進位制，源於公元前三千年至公元前兩千年的蘇美人，後傳至巴比倫，流傳至今仍用作紀錄時間、角度和地理座標。其他文明也有使用六十進制，如西新幾內亞的Ekagi族。
數字60共有12個正因數，分別為1、2、3、4、5、6、10、12、15、20、30和60，其中2、3和5是質數。六十進制的優點是：由於擁有較多因數，六十進制的數可被較多數整除，使得許多分數在該進制下是有限小數；換言之，可以分拆成多種不同的時間長度，例如一小時可以被看作2個30分鐘、3個20分鐘、4個15分鐘等。60也是可同時被1至6整除的最小的數字。但是，六十進制的乘法表將包含60×60共3600項，遠遠高於十進制的乘法表，記憶更加困難，因此在實際使用中六十進制未必更高效。
六十進制也可以由數字0~9、大寫拉丁字母A~Z（去除O）、小寫拉丁字母a~z（去除o）表示。其中A~Z（去除O）表示10~35，a~z（去除o）表示36~59。

## 巴比倫時期的六十進制
在古代的美索不達米亞時代，數字以楔形文字表達，分「個位」和「十位」，1以Y代表，2為YY，3為YYY，如此類推，直至9；10則為<，20為<<，如此類推，直至50（<<<<<），如下圖：
大過59個數字，就重覆以上符號作標示。閃族和早期巴比倫沒有0的符號，導致相同符號卻代表不同的數字，初期用空格表示後來用兩個<<斜型符號代表。

## 用途
與其他進位制不同，六十進制在一般運算和邏輯中並不常用，主要用於計算角度、地理座標和時間。
- 一小時相等於60分鐘，而一分鐘則為60秒。於是，"3:23:17"（三小時二十三分十七秒）即相當於3×602+23×601+17×600秒或3×600+23×60−1+17×60−2小時。當中的六十進制數字（即3、23和17）均以十進制數字寫出。
- 相類似的是角度，一個圓形被均分成360度，每一度有60角分，一角分等於60角秒。

在古代美索不達米亞文明尚未有分數概念，亦以六十進制計算分配物資之份量。
在農曆中，有六十甲子的概念，以天干与地支两者经一定的组合方式搭配成六十对，为一个周期。

## 分數
由於60含有2、3和5三個質因子，因而使用六十進制來計數比起十進制遇到循環小數的可能性更小，所以分數在六十進制的中比起十進制出現有限小數的可能性更高。
| 分數（十進制）： | 1/2  | 1/3       | 1/4    | 1/5    | 1/6    | 1/8          | 1/9    | 1/10      |        |
| 六十進制：       | 0;30 | 0;20      | 0;15   | 0;12   | 0;10   | 0;7,30       | 0;6,40 | 0;6       |        |
|                  |      |           |        |        |        |              |        |           |        |
| 分數（十進制）： | 1/12 | 1/15      | 1/16   | 1/18   | 1/20   | 1/24         | 1/25   | 1/27      |        |
| 六十進制：       | 0;5  | 0;4       | 0;3,45 | 0;3,20 | 0;3    | 0;2,30       | 0;2,24 | 0;2,13,20 |        |
|                  |      |           |        |        |        |              |        |           |        |
| 分數（十進制）： | 1/30 | 1/32      | 1/36   | 1/40   | 1/45   | 1/48         | 1/50   | 1/54      |        |
| 六十進制：       | 0;2  | 0;1,52,30 | 0;1,40 | 0;1,30 | 0;1,20 | 0;1,15       | 0;1,12 | 0;1,6,40  |        |
|                  |      |           |        |        |        |              |        |           |        |
| 分數（十進制）： | 1/60 | 1/64      | 1/72   | 1/75   | 1/80   | 1/81         | 1/90   | 1/96      | 1/100  |
| 六十進制：       | 0;1  | 0;0,56,15 | 0;0,50 | 0;0,48 | 0;0,45 | 0;0,44,26,40 | 0;0,40 | 0;0,37,30 | 0;0,36 |